# 南馬込
南馬込（みなみまごめ）は、東京都大田区の町。現行行政地名は南馬込一丁目から南馬込六丁目。住居表示実施済区域。

## 地理
東京都大田区の北部に位置する。北部は環七通りに接し、これを境に東馬込に接する。東部も環七通りに接し、これを境に山王に接する。南部は中央・池上にそれぞれ接する。西部は第二京浜に接し、これを境に中馬込・西馬込にそれぞれ接する（地名はいずれも大田区）。町域内は駅周辺に商店などが見られるほかは、主に住宅地になっている。

### 地価
住宅地の地価は、2025年（令和7年）1月1日の公示地価によれば、南馬込3-14-6の地点で50万7000円/m2、南馬込4-13-18の地点で56万円/m2となっている。

## 交通
町域西端の第二京浜下に都営浅草線西馬込駅がある（西馬込に所在）。また、町域北部は同線馬込駅が近い（北馬込に所在）。ほかに、付近を通るバス路線の利用もある。他に町域内を東海道新幹線、横須賀線（品鶴線）の線路が通っているが、地域内に横須賀線の駅はない。
- 東急バス
  - 森01系統 大森駅（大森操車所） - 蒲田駅  万福寺、西馬込駅経由
  - 森02系統 荏原町駅入口 - 大森駅（大森操車所）馬込橋、大田文化の森経由
  - 森06系統 上池上循環（外回り）大森駅、池上駅方面
  - 森07系統 上池上循環（内回り）馬込駅前、夫婦坂、上池上方面
  - 森08系統 馬込銀座循環 大森駅、南馬込二丁目、南馬込三丁目経由
  - 森91系統 新代田駅前 - 大森駅（大森操車所） 長原、上馬、馬込駅前経由
  - 反01系統 五反田駅 - 川崎駅ラゾーナ広場 馬込駅前、西馬込駅前、多摩川大橋経由

## 歴史
「小田原衆所領役帳」によれば、後北条氏の家臣・梶原助五郎は馬込村に所領を与えられ、馬込城を居城としていた。梶原氏は治承・寿永の乱（源平合戦）で活躍した武将・梶原景時の子孫を称している。城址付近には萬福禅寺があって、寺の開基である梶原景時の墓がある。この古刹には他に、戦国時代・北条氏直の家臣であった梶原三河守が使用したという馬具も保存されている。城は大きな規模（南馬込五丁目全体）であったというが、今では住宅地と化して遺構が確認出来ないばかりでなく、正確な城の範囲を確定することも困難となっている。しかし、第二京浜（国道1号）の馬込付近は坂道が続き、両側が崖状になっている難所である。城を築くに適した地形で、築城以前よりあったという長遠寺（ちょうおんじ）の隣に八幡神社があって、ここは崖の上の要害に位置し、江戸時代でも馬込村の中心地であったという。

## 世帯数と人口
2024年（令和6年）4月1日現在（東京都発表）の世帯数と人口は以下の通りである。
| 丁目         | 世帯数     | 人口     |
| ------------ | ---------- | -------- |
| 南馬込一丁目 | 2,644世帯  | 5,021人  |
| 南馬込二丁目 | 1,723世帯  | 3,393人  |
| 南馬込三丁目 | 2,037世帯  | 3,980人  |
| 南馬込四丁目 | 2,342世帯  | 4,847人  |
| 南馬込五丁目 | 2,223世帯  | 3,870人  |
| 南馬込六丁目 | 2,530世帯  | 4,689人  |
| 計           | 13,499世帯 | 25,800人 |

### 人口の変遷
国勢調査による人口の推移。
| 年                 | 人口   |
| ------------------ | ------ |
| 1995年（平成7年）  | 22,731 |
| 2000年（平成12年） | 23,068 |
| 2005年（平成17年） | 23,643 |
| 2010年（平成22年） | 24,124 |
| 2015年（平成27年） | 24,748 |
| 2020年（令和2年）  | 25,879 |

### 世帯数の変遷
国勢調査による世帯数の推移。
| 年                 | 世帯数 |
| ------------------ | ------ |
| 1995年（平成7年）  | 9,840  |
| 2000年（平成12年） | 10,282 |
| 2005年（平成17年） | 11,042 |
| 2010年（平成22年） | 11,572 |
| 2015年（平成27年） | 12,360 |
| 2020年（令和2年）  | 13,126 |

## 学区
区立小・中学校に通う場合、学区は以下の通りとなる。
| 丁目         | 番地                                                                       | 小学校                   | 中学校                 |
| ------------ | -------------------------------------------------------------------------- | ------------------------ | ---------------------- |
| 南馬込一丁目 | 1〜10番                                                                    | 大田区立馬込小学校       | 大田区立馬込中学校     |
| 南馬込一丁目 | 11〜60番                                                                   | 大田区立馬込小学校       | 大田区立馬込東中学校   |
| 南馬込二丁目 | 1番 16〜18番                                                               | 大田区立馬込小学校       | 大田区立馬込東中学校   |
| 南馬込二丁目 | 2〜15番 19〜31番                                                           | 大田区立馬込第二小学校   | 大田区立馬込東中学校   |
| 南馬込三丁目 | 1〜35番 36番の一部 37番の一部 39番の一部                                   | 大田区立馬込第二小学校   | 大田区立馬込東中学校   |
| 南馬込三丁目 | 36番の一部 37番の一部 38番 39番の一部                                      | 大田区立入新井第二小学校 | 大田区立大森第三中学校 |
| 南馬込四丁目 | 49番                                                                       | 大田区立入新井第二小学校 | 大田区立大森第三中学校 |
| 南馬込四丁目 | 14〜17番 25〜35番 40〜46番                                                 | 大田区立馬込第二小学校   | 大田区立馬込東中学校   |
| 南馬込四丁目 | 1番 2番                                                                    | 大田区立馬込小学校       | 大田区立馬込中学校     |
| 南馬込四丁目 | 3〜13番 18〜24番 36〜39番 47〜48番                                         | 大田区立梅田小学校       | 大田区立馬込中学校     |
| 南馬込五丁目 | 14〜18番 21〜44番                                                          | 大田区立梅田小学校       | 大田区立馬込中学校     |
| 南馬込五丁目 | 1〜13番 19〜20番                                                           | 大田区立馬込小学校       | 大田区立馬込中学校     |
| 南馬込六丁目 | 1〜6番 7番の一部 8番の一部 9〜14番 17〜23番 30番の一部 35番の一部 36〜38番 | 大田区立梅田小学校       | 大田区立馬込中学校     |
| 南馬込六丁目 | 7番の一部 8番の一部 15〜16番 24〜29番 30番の一部 31〜34番 35番の一部       | 大田区立梅田小学校       | 大田区立大森第四中学校 |

## 事業所
2021年（令和3年）現在の経済センサス調査による事業所数と従業員数は以下の通りである。
| 丁目         | 事業所数  | 従業員数 |
| ------------ | --------- | -------- |
| 南馬込一丁目 | 87事業所  | 706人    |
| 南馬込二丁目 | 65事業所  | 458人    |
| 南馬込三丁目 | 64事業所  | 357人    |
| 南馬込四丁目 | 77事業所  | 390人    |
| 南馬込五丁目 | 185事業所 | 1,377人  |
| 南馬込六丁目 | 59事業所  | 607人    |
| 計           | 537事業所 | 3,895人  |

### 事業者数の変遷
経済センサスによる事業所数の推移。
| 年                 | 事業者数 |
| ------------------ | -------- |
| 2016年（平成28年） | 505      |
| 2021年（令和3年）  | 537      |

### 従業員数の変遷
経済センサスによる従業員数の推移。
| 年                 | 従業員数 |
| ------------------ | -------- |
| 2016年（平成28年） | 3,263    |
| 2021年（令和3年）  | 3,895    |

## 施設
- 大田区立馬込小学校
- 大田区立梅田小学校
- 大田区立馬込第二小学校
- 大田区立馬込東中学校
- 東京都交通局馬込車両検修場（都営浅草線の車両基地。正門には東京都交通局馬込車両基地と表示がある）
- 南晴寺
- 大倉山公園
- 萬福寺
- 長遠寺
- 八幡神社
- 北野神社
- 湯殿神社
- 神明神社
- 善照寺
- 河原家住宅
- 大田区立郷土博物館
- 大田区立熊谷恒子記念館
- 大田区立馬込区民センター
- 大田区立南馬込文化センター

## その他
南馬込四丁目32番8号に、三島由紀夫が1959年（昭和34年）5月から居住していた家がある。

### 日本郵便
- 郵便番号 : 143-0025[2]（集配局 : 大森郵便局[22]）。